# James Benning
James Benning (Milwaukee, 28 dicembre 1942) è un regista statunitense indipendente.
Nel corso dei suoi 40 anni di carriera Benning ha fatto più di venticinque lungometraggi che ha mostrato in molti luoghi in tutto il mondo.

## Filmografia
- Did You Ever Hear That Cricket Sound? (1971)
- Time and a Half (1972)
- Ode to Muzak (1972)
- Art Hist. 101 (1972)
- Michigan Avenue (1973)
- Honeylane Road (1973)
- 57 (1973)
- I-94 (1974)
- Gleem (1974)
- 8½ × 11 (1974)
- United States of America, The (1975)
- Saturday Night (1975)
- An Erotic Film (1975)
- 9-1-75 (1975)
- 3 Minutes on the Dangers of Film Recording (1975)
- Chicago Loop (1976)
- A to B (1976)
- One Way Boogie Woogie (1977)
- 11 × 14 (1977)
- Grand Opera (1978)
- Four Oil Wells (1978)
- Oklahoma (1979)
- Double Yodel (1980)
- Last Dance (1981)
- Him and Me (1982)
- American Dreams (1984)
- O Panama (1985)
- Landscape Suicide (1986)
- Used Innocence (1989)
- North on Evers (1991)
- Deseret (1995)
- Four Corners (1997)
- Utopia (1998)
- El Valley Centro (California Trilogy part 1) (2000)
- Los (California Trilogy part 2) (2001)
- Sogobi (California Trilogy part 3) (2001)
- B-52 (2001) (Sound only)
- 13 Lakes (2004)
- Ten Skies (2004)
- One Way Boogie Woogie/27 Years Later (2005)
- Casting a Glance (2007)
- RR (2007)
- Ruhr (2009)
- John Krieg Exiting the Falk Corporation in 1971 (2010)
- Pig Iron (2010)
- Faces (2010)
- Twenty Cigarettes (2011)
- Nightfall (2011)
- Two Cabins (2011)
- small roads (2011)
- Easy Rider (2012)
- Stemple Pass (2012)
- BNSF (2013)
- Natural History (2014)
- Farocki (2014)
- Spring Equinox (2016)
- Measuring Change (2016)
- Leonard Cohen (2017)
- Maggie's Farm (2020)